# 刘鹤孔
刘鹤孔（1914年11月—2009年4月14日），江西永新县乐川镇山上村人，中国人民解放军开国少将。

## 生平
4岁丧父。13岁时到永新县城裁缝铺当学徒。1929年参加了永新总工会领导的清查敌产斗争，同年加入共青团。1930年参加红军。参加井冈山斗争、中央苏区五次反围剿，先后担任过连指导员、团青年干事、团党总支书记、政治处主任。1934年调任红九军团政治部宣传科科长。二万五千里长征结束前，调红三十军第90师第268团任政委，随红西路军突围至新疆星星峡。被选调莫斯科学习军事情报，后被苏方派往上海，1939年8月到1944年2月负责地下电台。领导人陈先生（特科老战士刘逸樵）。为了躲避追捕，刘鹤孔秘密电台在上海一共迁徙了六次。1944年3月15日深夜和妻子在家被捕，遭严刑拷打，按照在莫斯科准备的情形预案咬死不变。1944年8月移押江湾看守所，被日伪军法处以“军律违犯罪”判处五年徒刑。1944年9月移押上海提篮桥监狱服刑。日本投降后获释归来。
1946年初由华东局介绍到八路军山东军区司令部情报处（处长胡立教，驻临沂），任干部训练班主任，不久任干部科科长。1947年滨海地区成立海上工作委员会，派任委员。旋即回部队工作，任华野七纵二十师政治部主任、中国人民解放军第二十五军第74师副政委、兵团后勤部副政治委员，参加淮海战役、渡江战役。 
建国后任华东军政大学政治部组织部部长、华东军区空军干部部长。南京军区空军干部部部长、空五军副政治委员。1955年被授予中国人民解放军少将，荣获二级八一勋章、二级独立自由勋章、二级解放勋章。。
1964年转入地方工作，先后担任第一机械工业部政治部主任、一机部机械研究院党委书记、第一机械工业部副部长、中纪委驻机械工业部纪检组组长等职。1982年当选为第十二届中央纪律检查委员会委员。
中央文献出版社出版《刘鹤孔画传》。

## 家人
- 妻子齐克君（铁华），生于北平富裕家庭，参加过一二·九运动。中共地下党员。
- 女儿刘海伦。